# Tipula recticauda
Tipula recticauda är en tvåvingeart som beskrevs av Evgenyi Nikolayevich Savchenko 1953. Tipula recticauda ingår i släktet Tipula och familjen storharkrankar. Inga underarter finns listade i Catalogue of Life.